# Каисса (премия)
Каисса (премия) — российская премия за пропаганду и развитие шахмат, учреждённая в 2012 году.
Награждённый получает стеклянную статуэтку с изображением богини шахмат Каиссы .

## Организаторы
Премия «Каисса» учреждена в апреле 2012 года совместными усилиями президента Шахматной федерации Москвы Владимира Палихаты и президента фонда «Наше наследие» Виктории Король при поддержке Международной шахматной федерации ФИДЕ . Организаторы мероприятия поставили перед собой задачу развивать и популяризировать шахматы, и создавать особую культурную среду в Москве .

## Вручение 2012 года
Специально учрежденная премия «Каисса» состоялась 17 декабря 2012 года в Центральном доме литераторов. Всего было 16 номинаций. Премии вручали первый президент СССР Михаил Горбачёв, и ведущие Маргарита Митрофанова, Марк Глуховский .
Также участие принял бывший президент ФИДЕ Кирсан Илюмжинов .
Открыл вечер Владимир Палихата: «Центральный дом литераторов богат своей историей, в том числе традицией шахматных вечеров, которые проводятся регулярно. На прошлом мероприятии мы презентовали гостиную интеллектуальных Игр, которая уже работает. Наша премия Каисса — это знак благодарности людям, которые сделали многое для шахмат, для их развития и популяризации»  .
| № п/п | Номинация 2012                                                             | Победитель 2012                                                                |
| ----- | -------------------------------------------------------------------------- | ------------------------------------------------------------------------------ |
| 1     | Лучший шахматист года                                                      | Сергей Карякин                                                                 |
| 2     | Лучшая шахматистка года                                                    | Валентина Гунина                                                               |
| 3     | Лучший журналист непрофильного издания                                     | «Коммерсантъ», Алексей Доспехов                                                |
| 4     | Лучший шахматный журналист                                                 | Сергей и Марина Макарычевы                                                     |
| 5     | За большой вклад в развитие и популяризацию шахмат в Москве и мире         | Анатолий Карпов                                                                |
| 6     | Медиа-персона года                                                         | Александра Костенюк                                                            |
| 7     | Открытие года                                                              | Юрий Елисеев (Чемпион мира до 16 лет)                                          |
| 8     | Партнер года                                                               | «Москомспорт»                                                                  |
| 9     | Лучшее использование шахмат в качестве оформления обложки, рекламы и т. д. | Журнал «РБК», главный редактор Антон Попов                                     |
| 10    | «Шахматная династия»                                                       | Владимир Дворкович (посмертно), Галина Львовна Дворкович, Аркадий Дворкович    |
| 11    | За вклад в воспитание будущего поколения страны                            | Компания «Роснефть» и её президент Игорь Сечин                                 |
| 12    | За развитие «шахматного парламентаризма»                                   | Александр Жуков                                                                |
| 13    | Лучший телеканал, освещавший шахматы в столице                             | «Москва 24»                                                                    |
| 14    | Специальная премия — «Наше наследие»                                       | Евгений Васюков                                                                |
| 15    | Событие года в Москве                                                      | Матч за звание чемпиона мира Ананд—Гельфанд, Андрей Филатов, Геннадий Тимченко |
| 16    | Самый яркий зарубежный шахматист года                                      | Анна Ушенина                                                                   |

## Деятельность 2012 года
Согласно Уставу премии «Каисса» все отмеченные номинанты и победители, а также партнёры премии регулярно вносят свой вклад в развитие и популяризацию шахмат, каждый — по своему направлению .

### Действующие чемпионы и игроки
Сергей Карякин — лучший шахматист года. Обладатель Кубка мира ФИДЕ 2015 года, заслуженный мастер спорта Украины (2005) . Заслуженный мастер спорта России (2014), гроссмейстер России (2011) .
«Я безумно рад, что стал обладателем Каиссы. Год для меня получился действительно насыщенным. Помимо шахматных успехов, у меня появился личный спонсор – финансовая компания «Альпари». Думаю, что это придало мне дополнительных сил. Спасибо тем, кто голосовал за меня. Постараюсь в следующем году добиться большего прогресса» .
Валентина Гунина — лучшая шахматистка года. Гроссмейстер (2013), заслуженный мастер спорта России (2013), трёхкратная чемпионка России (2011, 2013, 2014), трёхкратная чемпионка Европы (2012, 2014, 2018), трёхкратная победительница Шахматной олимпиады (2010, 2012, 2014) и четырёхкратная победительница командного чемпионата Европы (2009, 2011, 2015, 2017) в составе команды России, первая в истории трёхкратная чемпионка Европы по шахматам  .
«Чуть снизишь планку, и есть шанс, что тебя просто выбьют. До того, как я выиграла чемпионат, думала: попаду или нет в сборную. Юрий Рафаэлович Дохоян (тренер женской сборной) до турнира позвонил и сказал, что хотел бы видеть меня в сборной. Но конкуренция нехилая, чуть оступишься — и всё! Сильных игроков очень много, и ты должна бороться за одно место, «Шахматы — как модель жизни» (книга есть такая у Г. Каспарова). Если начнёшь себя переделывать, то ничего хорошего из этого не выйдет. Переделать человека вообще невозможно, можно скорректировать какие-то недостатки»  .

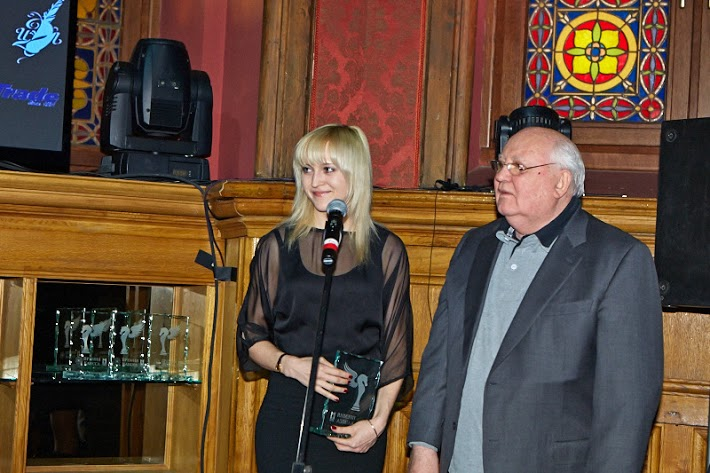
Михаил Горбачёв и Анна Ушенина на вручении премии «Каисса» в 2012 году

Анна Ушенина — самый яркий зарубежный шахматист года. Гроссмейстер (2012), гроссмейстер среди женщин (2003), чемпионка Европы по шахматам (2016) .
«Мне очень приятно получить такую премию. Хотела бы поблагодарить всех тех, кто столь самоотверженно и преданно поддерживает развитие шахмат в России и в Москве. Это просто фантастически. Именно шахматная школа, существующая в России, дала толчок для развития всему шахматному миру. И вдвойне приятно, что она продолжает развиваться и поддерживаться на государственном уровне» .
Анатолий Карпов — за большой вклад в развитие и популяризацию шахмат в Москве и в мире. Советский и российский шахматист, двенадцатый чемпион мира по шахматам (1975—1985), международный гроссмейстер (1970), заслуженный мастер спорта СССР (1974). Трёхкратный чемпион мира по шахматам среди мужчин (1975, 1978, 1981), трёхкратный чемпион мира ФИДЕ (1993, 1996, 1998), двукратный чемпион мира в составе сборной СССР (1985 и 1989), шестикратный победитель шахматных олимпиад в составе сборной СССР (1972, 1974, 1980, 1982, 1986, 1988), трёхкратный чемпион СССР (1976, 1983, 1988), чемпион РСФСР (1970). Обладатель девяти шахматных «Оскаров» (1973, 1974, 1975, 1976, 1977, 1979, 1980, 1981, 1984).
«Шахматы — колоссальный расход энергии. Я не вижу ничего удивительного в том, что шахматисты-мужчины сильнее. Они лучше выносят перегрузки. Шахматы учат правильно оценивать свои силы, анализировать, логически мыслить, не говоря уже о том, что шахматы развивают память» .
Александр Жуков — за развитие «шахматного парламентаризма». Президент Олимпийского комитета России (2010—2018), член Международного Олимпийского комитета, бывший вице-президент и президент (с 2003 по 2009 гг.) Российской шахматной федерации, первый вице-спикер Государственной Думы РФ. Самый играющий парламентарий — пропагандирует шахматы, как в самой Государственной Думе, так и за её пределами. А этой осенью он завоевал первое место в соревнованиях по шахматам Международных парламентских игр.
«Спасибо большое, но я не могу согласиться, что я самый играющий парламентарий, имея в виду Анатолия Карпова, который сейчас тоже является депутатом Госдумы. Мы недавно играли чемпионат среди парламентариев мира и постеснялись пригласить Анатолия Евгеньевича, держали его в запасе на пятой доске. И всё равно одержали уверенную победу» .

### Открытие года
Юрий Елисеев (29.07.1996 – 30.11.2016) — российский шахматист, гроссмейстер (2013). Чемпион мира среди кадетов 2012 года, чемпион России по шахматам в возрасте до 16 лет. Начал заниматься шахматами в школе при Институте спорта и туризма, первым тренером был Виталий Фетисов. Долгие годы ему помогал тренер СДЮСШОР "Юность Москвы" Евгений Решетников. В 2007 году стал чемпионом мира по решению задач в возрасте до 12 лет. Выиграл Кубок РСГУ среди студентов-гроссмейстеров в рамках Moscow Open 2013 . Победитель главного турнира Moscow Open 2016 . В мировом рейтинге ФИДЕ Елисеев занимал 212-е место, в российском рейтинге он был 42-м. Погиб в Москве 26 ноября 2016 года. Выпал из окна 12-го этажа, пытаясь перелезть на балкон .
«Я стараюсь быть в курсе шахматных событий, происходящих в мире, слежу за супертурнирами. Читаю какие-то книжки, например, сборники партий великих шахматистов. Очень давно на меня произвёл большое впечатление сборник партий Александра Алехина. Это был первый сборник партий, который я всерьёз изучал, и Алехин с тех пор стал моим кумиром. Ну и, конечно, творчество тринадцатого чемпиона мира Гарри Каспарова также очень глубоко по своему содержанию: «Великое противостояние» и «Два матча». «Мои великие предшественники» мне понравились несколько меньше. Просто, когда он начинает в первом томе анализировать партии Стейница, то в наши дни это выглядит немного странно. Вклад Стейница в шахматы трудно переоценить, однако сейчас, я думаю, все основные положения его теории, все основные аспекты его игры уже знакомы нынешним шахматистам, трудно найти что-то более глубокое в игре Стейница» .

### Партнёр года
Департамент спорта города Москвы (Москомспорт) — предоставляет государственные услуги в области физической культуры, спорта, туризма и гостиничного хозяйства. Отвечает за развитие массовой физической культуры и спорта высших достижений, организацию и проведение физкультурных и спортивных мероприятий, развитие туристической индустрии, развитие и координацию международных и межрегиональных связей в этих сферах . Руководитель Департамента спорта города Москвы — Гуляев Николай Алексеевич, чемпион мира по конькобежному спорту.
«Шахматы — это, конечно же, и игра, и спорт! Количество юношей и девушек в мире, занимающихся шахматами, наверное, сопоставимо с число тех, кто занимается, например, футболом. Я сам люблю и играю в шахматы и считаю, что это очень нужный и полезный вид спорта. Я также с огромным уважением отношусь к шахматистам-профессионалам» .

### Шахматная династия
Владимир Дворкович (посмертно), Галина Львовна Дворкович, Аркадий Дворкович. Шахматы — игра, способная скреплять между собой разные поколения. Поистине, шахматная династия Дворковичей служит тому доказательством. Многолетний шахматный вклад каждого из них не мог остаться незамеченным. Аркадий Владимирович и Галина Львовна Дворкович стали лауреатами премии «Каисса», учрежденной фондом «Наше наследие» и Шахматной Федерацией Москвы, в номинации «Шахматная династия» .
«Действительно, было сделано так много, что уже невозможно было не наградить», — шутя отметил вице-премьер. Галина Львовна, приняв почетную награду, призналась: «Я считаю этот приз авансом на нашу дальнейшую работу в шахматах. Хотя многие наши дела Вам уже известны». Из таких заслуг стоит отметить международный турнир на кубок В.Я. Дворковича среди сборных юношеских команд, который проходит в столичной Шахматной гостиной. Это и ежегодный турнир «Мемориал Владимира Дворковича», проводящийся ежегодно в Таганроге, на родине знаменитого тренера и арбитра. Аркадий Дворкович так же отметил успешную работу детской шахматной школы, существующей в рамках Шахматной гостиной. «Мы продолжаем и будем продолжать шахматное дело Владимира Яковлевича, которому он посвятил и отдал без остатка свою жизнь», — пообещала Галина Львовна. «Поздравляю, мама. И спасибо тебе за все, что ты делаешь», — сказал Аркадий Владимирович .
«Шахматная гостиная» — сегодня частый гость на престижных международных экономических и политических форумах . На её площадке проводятся эксклюзивные мероприятия с крупными персонами из мира бизнеса и политики, почетными гостями. В декабре 2005 г. Аркадий Дворкович открыл Шахматную гостиную имени своего отца — Владимира Яковлевича Дворковича. Сначала гостиная размещалась в ресторане «Чайна Клаб», а в декабре 2006 г. переехала в офисный центр «Оргрэсбанка». В гостиной работает Детская шахматная школа, где, помимо детских занятий, периодически проходят неформальные встречи политиков и бизнесменов. С 2009 г. «Шахматная гостиная» проводится и как выездное мероприятие на крупных официальных политических и экономических форумах. Организацией выездов занимается коммуникационная группа «Пресс Холл», принадлежащая брату Аркадия Дворковича – Михаилу. «Шахматная гостиная» в 2009-10 гг. проходила на Санкт-Петербургском Экономическом форуме, международном инвестиционном форуме «Сочи», Красноярском экономическом форуме. Как указано на сайте КГ «Пресс Холл»: «Шахматная гостиная остаётся самым популярным и абсолютно демократичным местом деловых встреч и неформального общения на крупнейших экономических дискуссионных площадках страны» .

### Наше наследие
Евгений Васюков (05.03.1933 - 10.05.2018) — специальная премия «Наше наследие». Советский и российский шахматист, международный гроссмейстер (1961). Председатель Комиссии ветеранов Российской шахматной федерации. Шахматный теоретик; автор ряда новых продолжений в испанской партии, индийской защите, английском начале и других дебютах. Шахматный журналист. Редактор шахматного отдела газеты «Вечерняя Москва» (с 1970 г.). Умер 10 мая 2018 года в Москве.
«Общественной деятельностью я занимался всегда, совмещая и с турнирными выступлениями, и с тренерской работой. Я был первым вице-президентом последней Шахматной федерации СССР, многие годы являлся членом редколлегии газеты «Шахматная Москва», журналов «Шахматы в СССР» и «64 – Шахматное обозрение», 20 лет вел шахматный отдел в «Вечерней Москве», сотрудничал с другими изданиями. А с 2003 года я возглавляю комиссию Российской шахматной федерации по делам ветеранов. Разработал систему проведения гандикап-турниров, которая пользуется достаточно большой популярностью среди любителей и профессионалов» .

## Деятельность 2013 года
17 ноября 2013 года свой 60-летний юбилей отметил московский гроссмейстер и журналист Сергей Макарычев. Сегодня его имя, как правило, называют, когда говорят о телевизионной программе «Шахматное обозрение», которую Сергей ведет вместе с женой Мариной уже более 15 лет. Из под пера Макарычева также вышло несколько шахматных книг и большое число статей. За достижения в области шахмат награжден медалью «За трудовое отличие», его имя занесено в Золотую Книгу ФИДЕ .
В конце октября 2013 года в дни проведения крупнейшего Интернет-форума — российской недели Интернета «RIW-2013», проходившего в Экспоцентре, в бизнес-зоне выставки работала «Шахматная гостиная» имени Владимира Дворковича. На этот раз посетители «Шахматной гостиной» смогли сразиться за шахматной доской, сыграть в командном турнире, проверить свои знания и интуицию в игре «Что? Где? Когда?». В итоге победителем турнира стал бизнесмен Владимир Кругликов. Титул лучшего знатока достался известному фотографу и журналисту Борису Долматовскому. В мероприятии приняли участие многие известные политики и бизнесмены, в том числе заместитель Председателя Правительства РФ, председатель Наблюдательного совета РШФ Аркадий Дворкович .

## Деятельность 2014 года
19 и 20 мая 2014 года Валентина Гунина подтвердила статус сильнейшей в России по быстрым шахматам. Московская спортсменка второй раз подряд стала победительницей чемпионата страны по рапиду, проходившего в Санкт-Петербурге. После первого игрового дня впереди была другая столичная шахматистка — титулованная Александра Костенюк, стартовавшая с пяти побед. Но в шестом туре Валентина сумела победить экс-чемпионку мира в личной встрече, а двумя победами на финише выйти на чистое первое место с 7,5 набранными очками. Добавим, что соревнования проходили по швейцарской системе в 9 туров. За победу боролись 86 шахматистов .

## Деятельность 2015 года
Украинская спортсменка Мария Музычук признана лучшей шахматисткой мира 2015 года. Музычук выиграла премию Каисса, которая вручается лучшим шахматистам по итогам года. Такую награду украинке вручила Всемирная федерация шахмат, сообщает официальный сайт ФИДЕ . Уроженка Львова в 2015 году стала чемпионкой мира по шахматам, выиграв мировое первенство в Сочи. Помимо этого, Музычук получила титул гроссмейстера и заняла второе место на первом этапе женского Гран-при ФИДЕ, который состоялся в Монако. Также Мария Музычук выиграла золотую медаль за лучший результат на первой доске во время европейского командного первенства, которое состоялось в Исландии. Ранее Музычук участвовала на чемпионате мира 2016 года во Львове. В родных стенах украинка не смогла защитить титул, проиграв в финале представительнице Китая. По итогам майского рейтинга Мария занимает третье место среди шахматисток в мире . «Конечно, мы понимаем, что страны воюют, но, как сами спортсмены, мы никак не можем повлиять на выбор места проведения соревнований. Сам факт пребывания в России психологически будет давить. Но я выиграла в 2015 году чемпионат мира, который проходил в Сочи. И надеюсь, что в 2018 году также сыграю хорошо» .

## Деятельность 2017 года
Девятая ежегодная премия «Каисса-2017». Основные положения: в каждой номинации каждый пользователь может проголосовать только один раз; в каждой номинации, где можно добавлять кандидатов, сделать это можно только один раз, т.е. каждый пользователь может добавить только одного кандидата; голосовать в номинациях могут пользователи, с момента регистрации которых прошло минимум 30 дней и сыгравшие больше 50 игр на сайте; при нарушении правил сайта пользователь может быть исключен из голосования, а также заблокированные пользователи не могут участвовать в голосовании и в номинациях; номинантам запрещается призывать голосовать за себя. Номинации: «Актив», «Благородие», «Мастер», «Один за всех», «Организатор», «Открытие года» .